# Cairo Montenotte
Cairo Montenotte ( Càiri in piemontese, Cäiri nella variante locale: [ˈkɒi̯ɹɪ]; Càiro o Câiru in ligure) è un comune italiano di 12 872 abitanti della provincia di Savona in Liguria. Ebbe semplicemente il nome di Cairo fino al 1863, quando venne aggiunto il titolo “Montenotte”, in onore della Battaglia napoleonica, che avvenne nell’omonima frazione comunale (chiamata Montneucc localmente).
Fin dall’epoca romana è un importante punto di collegamento tra il Piemonte e i porti della Liguria. La sua fortuna è dovuta in gran parte alla via Emilia Scauri, e successivamente della Magistra Langorum. Fu un'importante località delle Langhe durante l’epoca medievale, e moderna. Dal XIX ebbe un grande sviluppo dell’industria, facendo parte del Triangolo industriale.
Oggi è centro principale della val Bormida attorno al quale gravita una popolazione di circa 30 000 persone. È inoltre il terzo comune della provincia per numero di abitanti, inferiore solo a Savona e Albenga e superiore a Varazze di pochissimi abitanti, nonché il più popolato della Liguria tra quelli senza sbocco al mare. Il territorio comunale è il secondo maggiore della provincia savonese dopo Sassello e il quinto in Liguria. Il territorio afferente a Cairo Montenotte ha fatto sì che, nel 2007, si iniziasse un percorso di lavoro congiunto dei comuni della valle mediante la stesura del cosiddetto Piano strategico della città delle Bormide, uno strumento mediante il quale poter più efficacemente porre il territorio all'interno del contesto socioeconomico ligure.
Cairo Montenotte è anche conosciuta per essere il luogo di nascita del patriota e scrittore italiano Giuseppe Cesare Abba.

## Geografia fisica
Il comune si trova nell'alta val Bormida, nell'entroterra di Savona, ed è il più importante e più grande di tutta la porzione di valle Bormida ligure.
Il territorio dell'agglomerato urbano, che si estende nella piana di fondovalle lungo la riva sinistra della Bormida di Spigno, ha un'altezza media di circa 340 m s.l.m., mentre le cime più elevate superano di poco gli 800 metri di altitudine. Il Bric del Tesoro con i suoi 860 metri è la cima più elevata dell'intero territorio comunale. Dal 1989 è costituita la Riserva naturalistica dell'Adelasia dove a 620 metri s.l.m. è ubicata la grotta degli Olmi.

## Storia

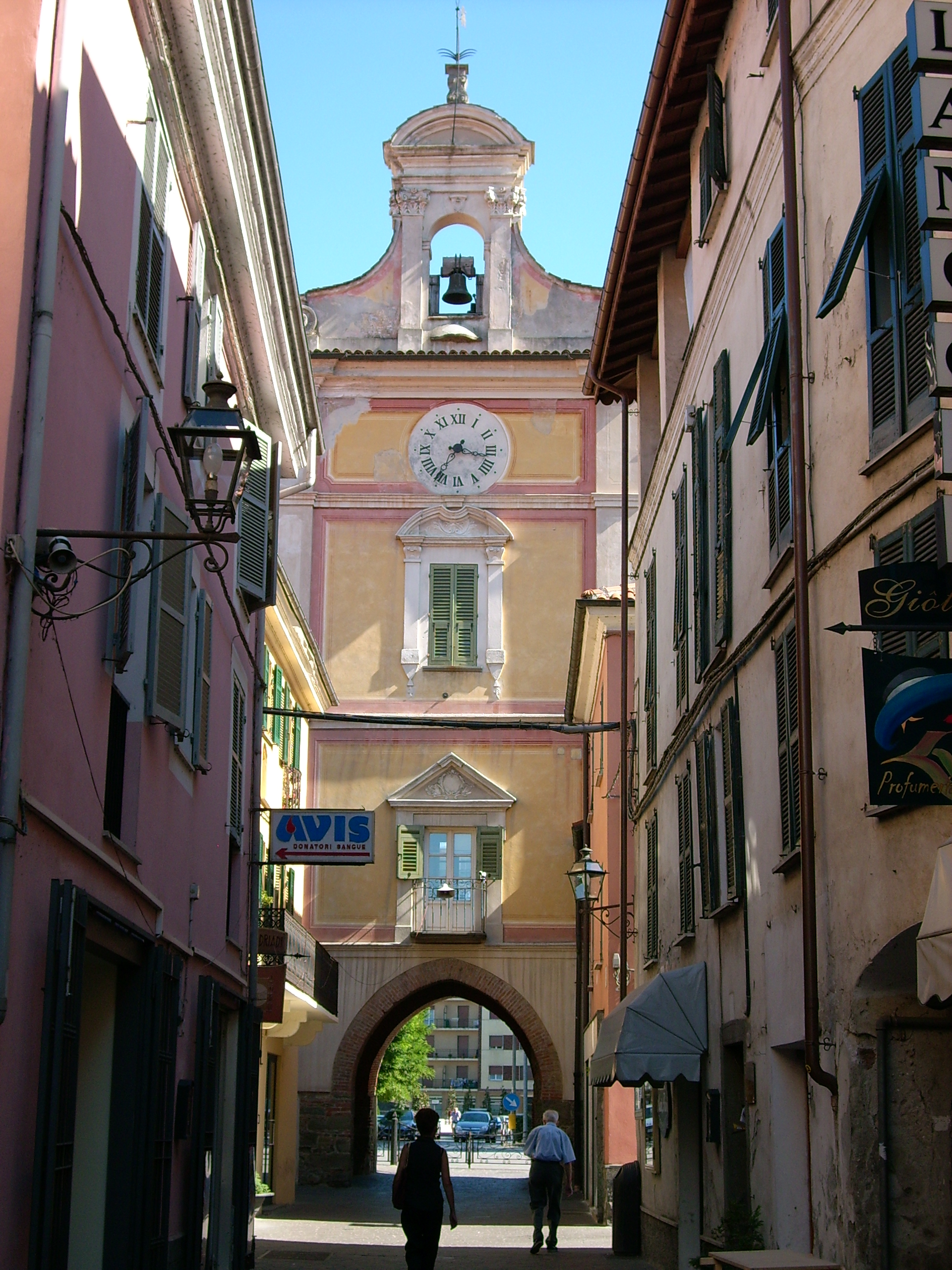
Antica porta d'accesso del centro storico

Il toponimo di "Cairo" deriva dal latino medioevale cairum, a sua volta derivato dalla radice del ligure antico car, con il significato di "pietra" o "rocca".
Ritrovamenti archeologici di vari manufatti confermano che il territorio fu abitato dall'uomo primitivo già in epoca neolitica: cuspidi di frecce, lance, pugnali ed asce sono conservate presso l'istituto Calasanzio di Genova Cornigliano, mentre un'ascia di pietra levigata, trovata nella frazione di Carretto, è attualmente in custodia del museo di archeologia ligure di Genova Pegli. Nel vicino comune di Roccavignale è stata rinvenuta una sepoltura con tre dolmen, mentre bracciali e altri piccoli manufatti in bronzo di epoca successiva provengono da varie località della zona e sono attualmente conservati presso il museo delle antichità archeologiche di Torino.
Probabilmente prima della conquista romana, come il resto del territorio valbormidese, era abitato dalla popolazione dei Liguri Statielli.
Dopo la conquista da parte dei Romani del territorio ligure, la val Bormida fu attraversata dalla Via Aemilia Scauri, opera del censore Marco Emilio Scauro del 109 a.C., che metteva in diretto collegamento le città di Derthona (Tortona) e Vada Sabatia (Vado Ligure); nell'odierna Cairo sorgeva la stazione di Canalicum o Calanico. La rete viaria fu in seguito ampliata con la costruzione della via Julia Augusta, voluta da Augusto nel 13 a.C. per assicurare il collegamento con le province galliche.
A Cairo, dove oggi sorge il santuario della Madonna delle Grazie, sono stati ritrovati in loco diversi manufatti romani e i resti di un'antica villa rustica (fattoria) d'epoca imperiale.
Il toponimo Cairum è attestato per la prima volta in un documento del 967 attestante la decisione dell'imperatore Ottone I di Sassonia di donare ad Aleramo del Monferrato delle terre già devastate, in passato, da incursioni longobarde (641) e saracene.
Citato in documenti ed atti ufficiali tra il 998 ed il 1014, l'8 maggio 1080 gli abitanti di Cairo firmarono un patto di amicizia con i Savonesi, rinnovato in seguito nel 1120, 1188, e nel 1194; dal 1091 diventò possesso di Bonifacio del Vasto che successivamente cedette alcune terre all'abbazia di Ferrania, quest'ultima fondata nel 1097. Una bolla di papa Innocenzo II, datata al 20 febbraio 1141, cita il castello di Cairo, posto sotto la protezione della Santa Sede così come l'abbazia benedettina di Sant'Eugenio dell'isola di Bergeggi. Dal 1131 al 1191 fece parte della Marca di Savona.
Una tradizione riferisce del passaggio nel 1213 del pellegrino san Francesco d'Assisi in viaggio verso la Spagna, non comprovata tuttavia da alcun documento. Il 5 luglio 1214 Ottone del Carretto, signore di Savona, vendette al Comune di Genova il castello di Cairo con le terre annesse e il successivo 16 luglio lo stesso Ottone venne nominato dai consoli di Genova signore feudale di Cairo, Carretto, Vigneroli, e metà di Carcare. Il 5 novembre 1235 la famiglia acquistò inoltre dai Cavalieri Ospitalieri di San Giovanni (poi Cavalieri di Malta) il castello di Rocchetta Cairo.
Le terre appartenute ai Del Carretto, passarono nel 1322 a Manfredo IV, marchese di Saluzzo, e furono quindi da questi cedute l'8 febbraio 1337 (o nel 1339) ai fratelli Scarampi, ricchi banchieri e commercianti di Asti, che furono feudatari dapprima del Comune di Genova e in seguito (9 luglio 1419) del marchesato del Monferrato con la riunione dei due principali feudi.
Nel XVI secolo il territorio cairese venne coinvolto nelle guerre fra le truppe imperiali e quelle francesi fino alla pace nel 1599. Nel 1625 e nel 1637 il borgo venne attaccato e saccheggiato dalle milizie del ducato di Savoia, in guerra contro Genova, che oltre ai danni materiali provocò una grave carestia.
Il 5 ottobre 1735 la maggior parte del territorio di Cairo passò sotto il dominio del Regno di Sardegna, il 30 agosto 1736 con la Trattato di Vienna venne ceduto tutto il comune.

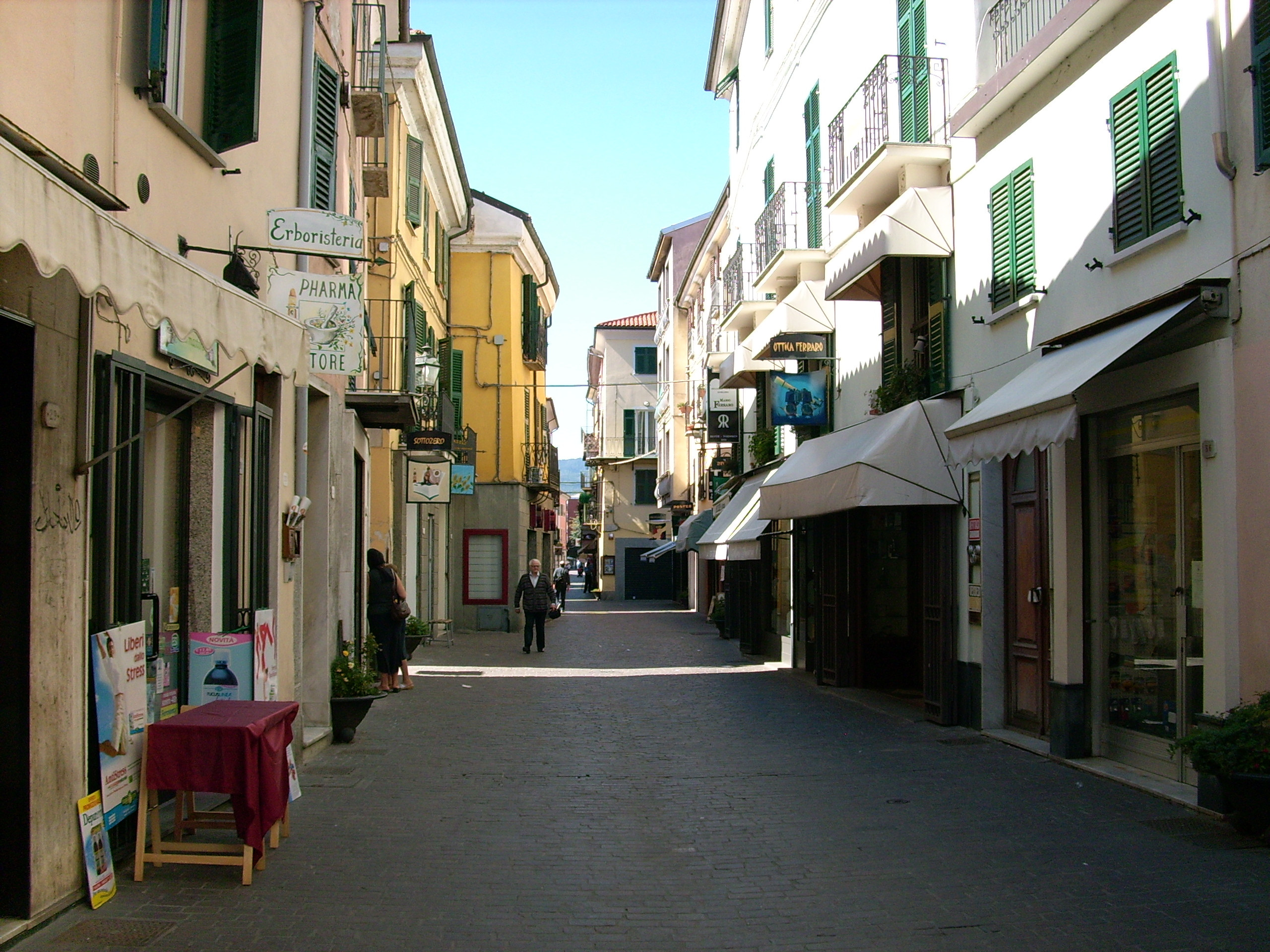
La via principale del centro storico cairese (Via Roma)

Nel 1796 si combatté a Cairo, nei pressi di Montenotte Superiore, la prima battaglia vittoriosa della Campagna d'Italia di Napoleone Bonaparte, conosciuta come la battaglia di Montenotte. Un quartiere della città irlandese di Cork fu in seguito battezzato con il nome della battaglia.
Con la dominazione francese il territorio di Cairo si costituì in municipalità rientrando dal 2 dicembre 1797 nel Dipartimento del Letimbro, con capoluogo Savona, all'interno della Repubblica Ligure. Dal 28 aprile 1798 con i nuovi ordinamenti francesi, rientrò nel I cantone, capoluogo Savona, della Giurisdizione di Colombo e dal 1803 centro principale del I cantone di Savona nella Giurisdizione di Colombo. Annesso al Primo Impero francese, dal 13 giugno 1805 al 1814 venne inserito nel Dipartimento di Montenotte. Il 19 marzo 1814 vi transitò papa Pio VII.
Nel 1815 fu inglobato nel Regno di Sardegna, così come stabilì il Congresso di Vienna del 1814, e successivamente nel Regno d'Italia dal 1861. Dal 1859 al 1927 il territorio fu compreso nel IV mandamento di Cairo del circondario di Savona facente parte della provincia di Genova; nel 1927 anche il territorio comunale cairese passò sotto la neo costituita provincia di Savona.
Il re Vittorio Emanuele II, con decreto reale datato 8 aprile 1863, autorizzò il comune di Cairo ad assumere la denominazione di "Cairo Montenotte", a ricordo della battaglia dell'11 e 12 aprile 1796. Nel 1880 i comuni di Carretto e Rocchetta Cairo vennero soppressi e aggregati al comune di Cairo Montenotte. 
Nel dicembre 1916 nacque la Sezione Difesa di Cairo Montenotte che venne attivata dal gennaio 1917 con 3 Voisin III. Nell'estate del 1918 diventò 305ª Sezione che restò fino al febbraio 1919.
Subì gli ultimi aggiustamenti al territorio comunale nel 1929 quando, con la soppressione dei comuni di Santa Giulia e Brovida, aggregati in parte nel comune di Dego, la frazione di Monti venne unita al comune di Cairo Montenotte.
Il 7 gennaio 1956 con il decreto del presidente della Repubblica Giovanni Gronchi il comune ottenne il titolo di "Città".
Il secondo dopoguerra è stato per il paese un periodo di grande sviluppo economico ed urbanistico, tanto da renderla uno dei più importanti poli industriali della provincia e della regione.
Dal 1973 al 2008 ha fatto parte della Comunità montana Alta Val Bormida (soppressa poi nel 2011).

### Simboli
Stemma
Gonfalone
Bandiera
Secondo alcune supposizioni le tre torri nella parte superiore simboleggerebbero i tre castelli di Cairo, Carretto e Rocchetta Cairo, mentre la torre sottostante la principale porta d'accesso al borgo storico cairese.

Lo stemma e il gonfalone sono stati concessi con decreto del presidente della Repubblica del 1º settembre 1971.

## Monumenti e luoghi d'interesse

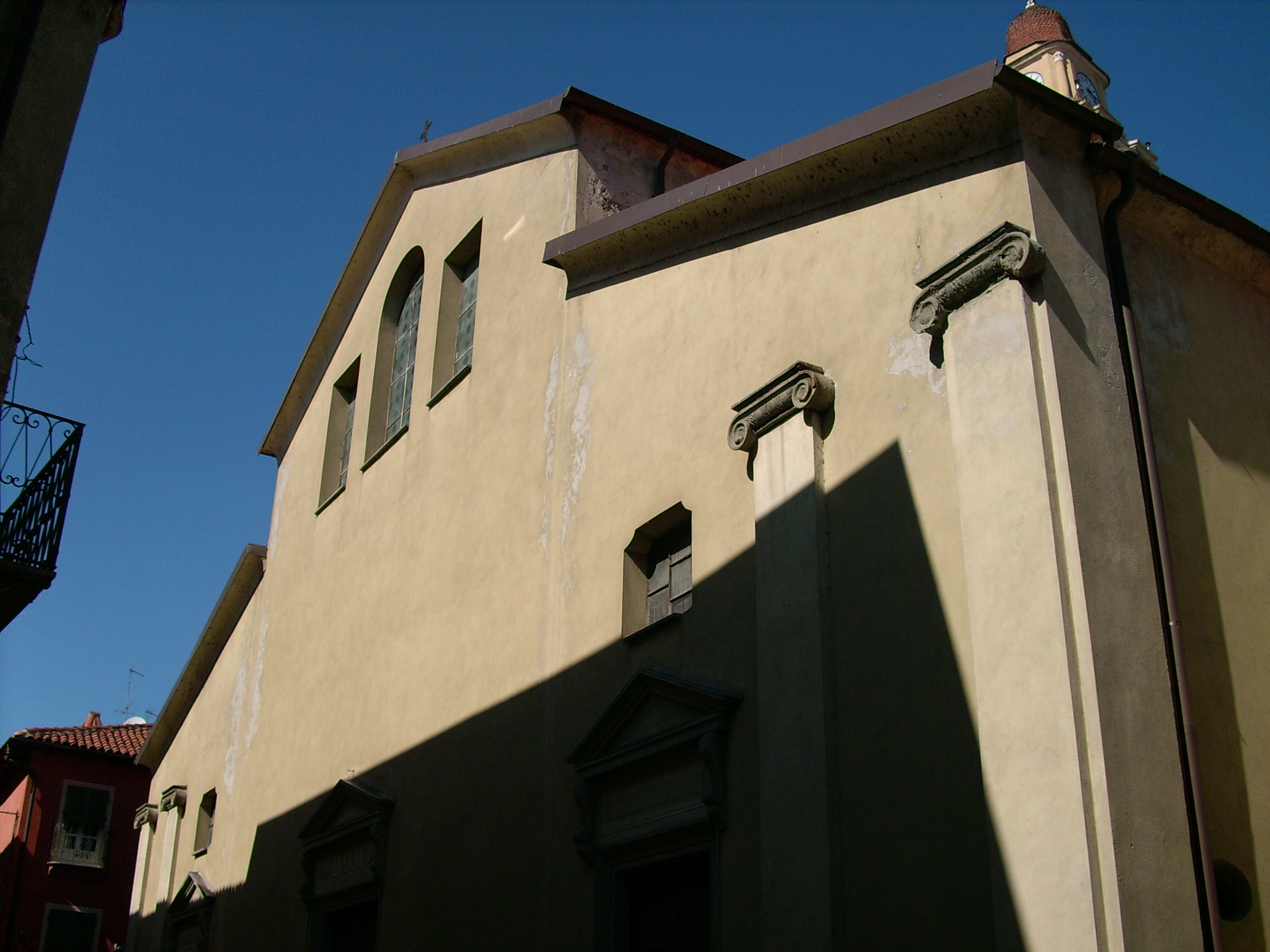
La chiesa parrocchiale di San Lorenzo

### Architetture religiose

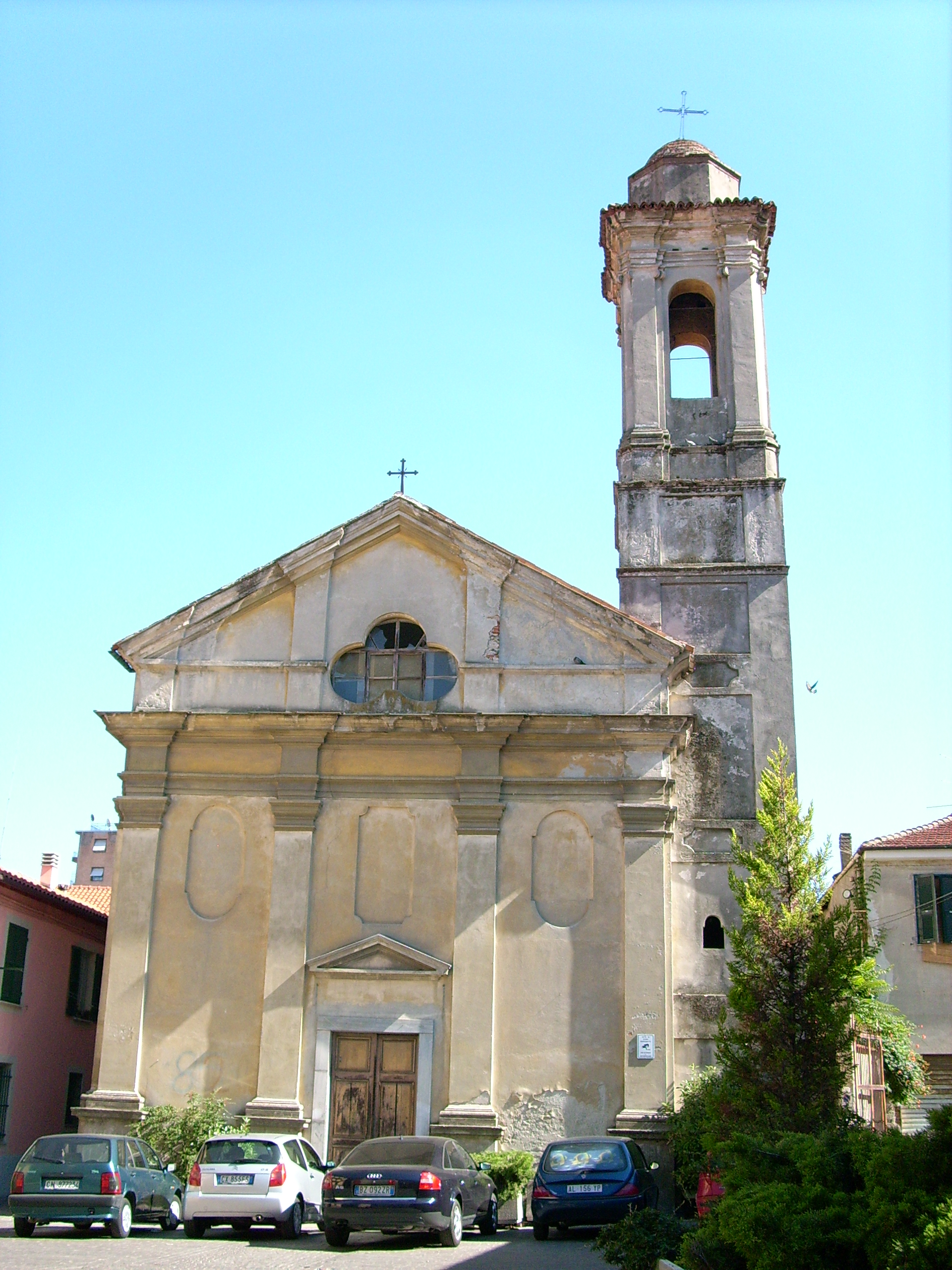
Ex oratorio di San Sebastiano

- Chiesa parrocchiale di San Lorenzo nel centro storico di Cairo Montenotte. La sua prima citazione è del 4 maggio 1190. Fu ampliata dopo la peste del 1630 per adempiere ad un voto fatto dai parrocchiani, il cui compimento fu portato a termine nel 1642. Al suo interno si trovano affreschi di Paolo Gerolamo Brusco, statue di Antonio Brilla ed un crocefisso di Anton Maria Maragliano. La chiesa è stata dichiarata monumento nazionale. La co-patrona è la Beata Vergine Addolorata.
- Ex oratorio di San Sebastiano e i suoi Disciplinanti, presso Porta Piemonte, nel centro storico di Cairo Montenotte. Della cui struttura originale rimangono il muro laterale sinistro e quello dell'abside. Vi officiavano i Minori Osservanti del convento di San Francesco ed era la sede della Compagnia dei Disciplinanti o Battuti, detta anche Confraternita di San Sebastiano, obbedienti alla regola di san Carlo e custodi di varie reliquie tra cui quella di san Teodoro.
- Cappella di San Rocco fuori le mura, costruita per un voto dei cairesi dopo la peste del 1599. Altare dedicato a san Rocco e a san Gaetano.
- Santuario della Madonna delle Grazie, sorto sui ruderi o nelle immediate vicinanze di un tempio pagano, l'attuale struttura nasconde i resti di una cella di san Donato dei monaci benedettini già citata nel 992 e che divenne pieve nel 1014.
- Chiesa parrocchiale di Cristo Re, Cuore Immacolato di Maria e Santa Barbara nella frazione di Bragno, fondata nel 1934.
- Cappella di San Rocco nella frazione di Carnovale, costruita nel 1648 sui resti di un edificio sacro.
- Chiesa di San Martino nella frazione di Carretto.
- Cappella di Sant'Agata nella località di Chiappella.
- Cappella di San Lazzaro nella località di Colombera.
- Abbazia di Ferrania e chiesa parrocchiale dei Santi Pietro e Paolo (nome medievale Ferranica) è uno dei più antichi insediamenti della zona. La struttura, sita nel borgo di San Pietro, ha conservato l'impianto originale, trasformando in abitazioni quelli che erano gli immobili del convento.
- Cappella di San Michele nella località di Ferrere, edificata nel 1694.
- Cappella di Santa Margherita alle Fornaci, abbandonata da tempo, sul pendio sopra la cava della località Fornaci.
- Chiesa parrocchiale del Santissimo Nome di Maria nella frazione di Montenotte Inferiore.
- Cappella della Natività di Maria Vergine nella frazione di Monti, costruita nel 1913.
- Chiesa parrocchiale di Sant'Andrea nella frazione di Rocchetta Cairo.
- Chiesa parrocchiale di San Giuseppe, nella frazione di San Giuseppe di Cairo, cappelletta ricostruita nel 1957 dopo che la precedente cappella fu demolita per far posto alla locale stazione ferroviaria.
- Cappella di Sant'Anna, nella località di Sant'Anna.
- Ex convento di San Francesco nella frazione Ville, realizzato nel XIII secolo su volontà di Ottone del Carretto, è il monumento più prestigioso di Cairo Montenotte.
- Chiesetta di San Matteo nella frazione Ville.
- Cappella della Maddalena, citata in una relazione pastorale del 1577, ricostruita nel 1633.
- Cappella della Madonna del Bosco, edificata nel 1623.
- Chiesa di Santa Maria del Roccaro, denominata Nostra Signora della Visitazione in una visita pastorale del 1644, trasformata in abitazioni civili.
- Sala delle Assemblee dei testimoni di Geova.

### Architetture civili

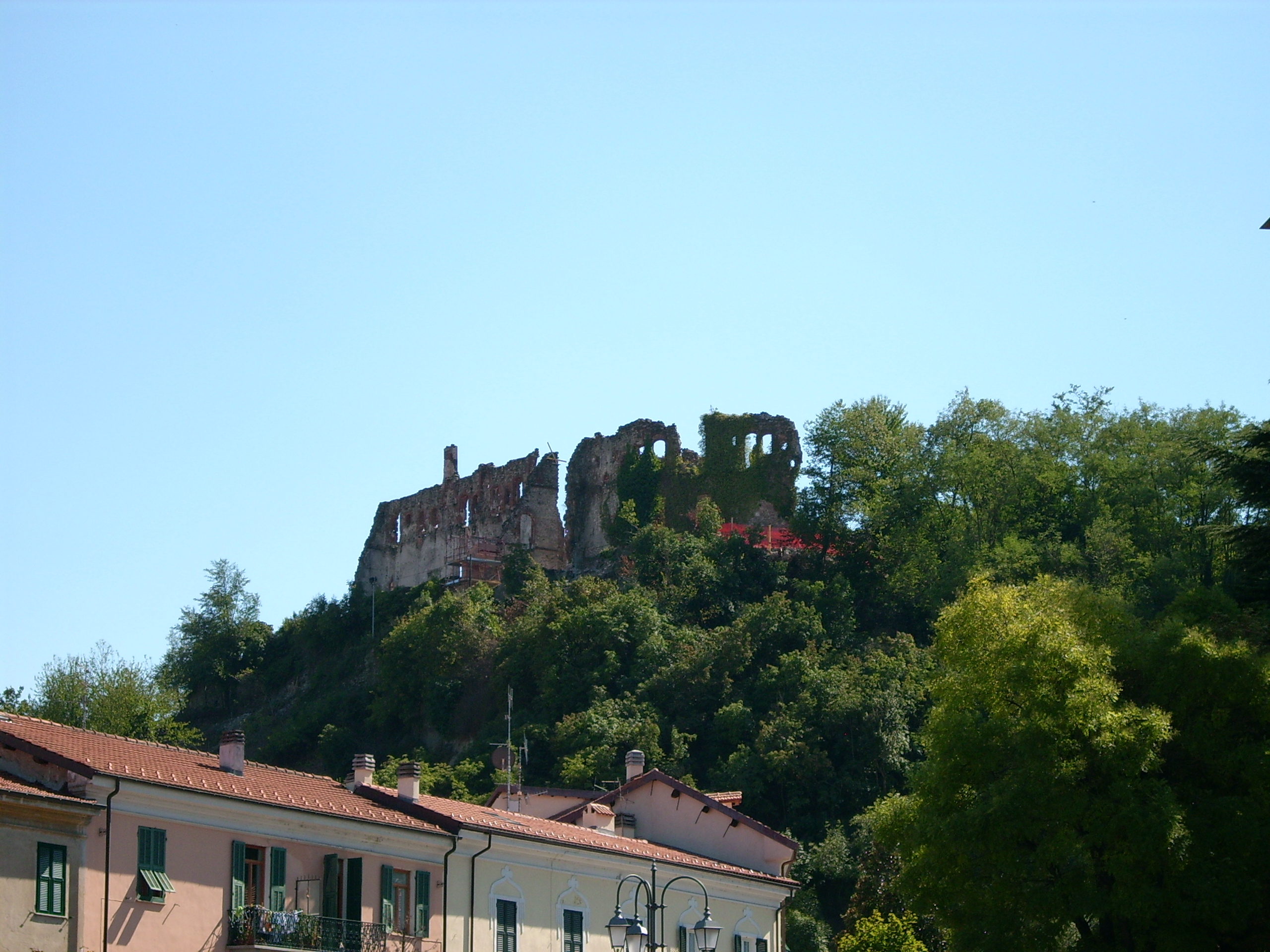
I ruderi del castello di Cairo

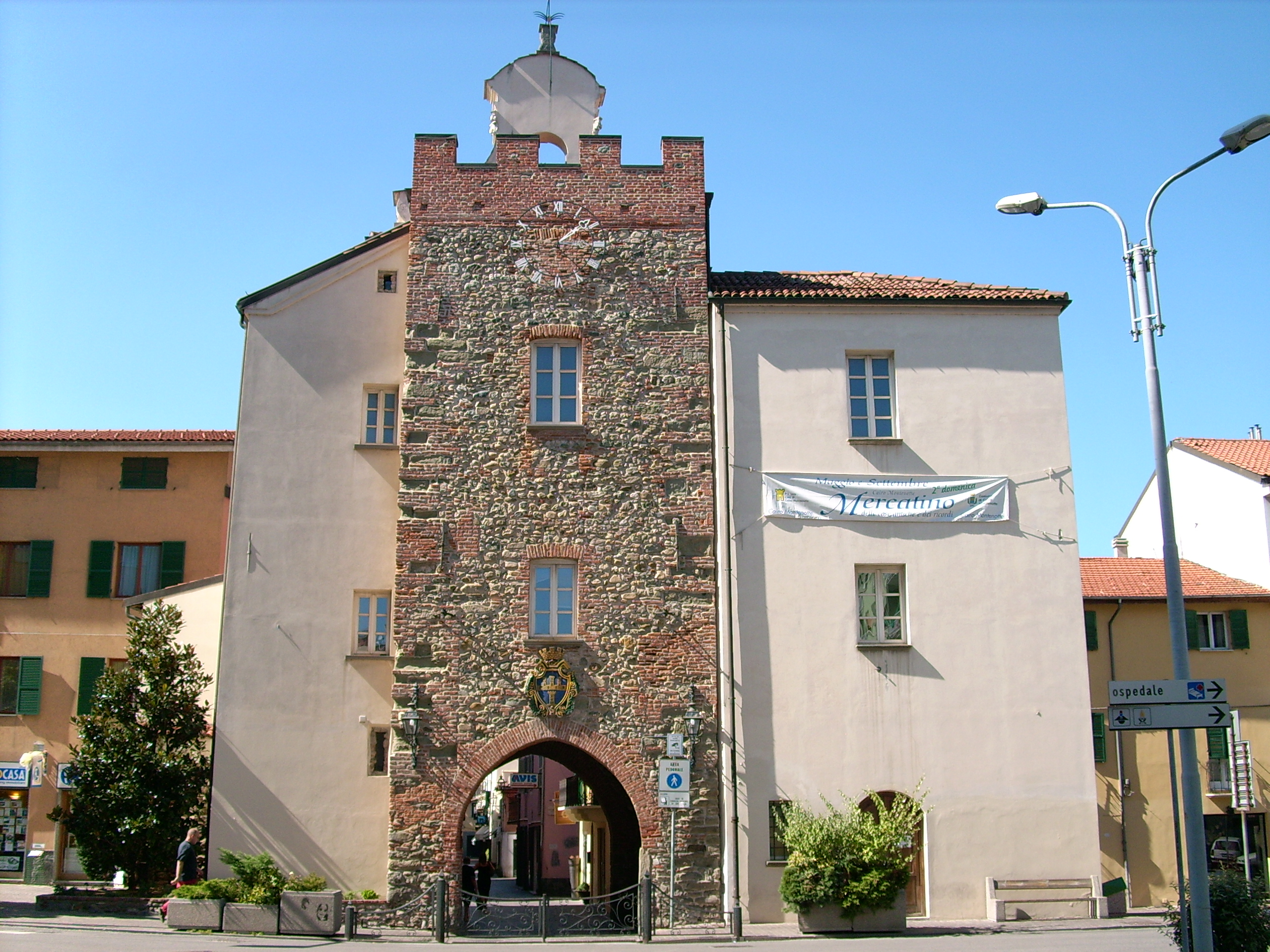
Porta Soprana nel centro storico cairese

- Palazzo Scarampi, del XVII secolo, divenne dopo l'abbandono del castello di Cairo nel 1637 la sede marchionale dei vari feudatari del borgo. Dal 1972 parte dei locali sono occupati dalla biblioteca civica "F.C. Rossi", fondata nel 1958, e dal Ferrania Film Museum, fondato nel 2017.
- Palazzo De Mari, già palazzo Scarampi e palazzo dei Durazzo.
- Villa De Mari, del XVIII secolo, edificata su progetto di Carlo Barabino con ampio parco e porticato.
- Ponte romano detto "degli Alemanni".
- Porta Soprana, nella zona meridionale del borgo cairese, risalente al XIV secolo e formata da una bassa torre quadrangolare con una doppia apertura ogivale di laterizio.
- Porta Sottana, nella zona settentrionale del borgo cairese.

### Architetture militari
- Castello di Cairo Montenotte. Costruito nell'XI - XII secolo (non esistono fonti certe) viene posto sotto il controllo di Ottone del Carretto, venduto poi a Genova. Nel 1337 divenne feudo degli Scarampi, che lo abitarono sino al XVII secolo. Nel 1625 venne coinvolto nella guerra di Zuccarello fra la Repubblica di Genova e il duca di Savoia, le cui truppe lo distrussero nel 1627.
- Castello di Rocchetta Cairo. Citato per la prima volta il 5 novembre 1235, venne ceduto dagli Ospitalieri di San Giovanni di Gerusalemme ad Ottone del Carretto. Anch'esso passò agli Scarampi nel 1337 e successivamente agli Incisa di Camerana. Subì gravi danni durante la battaglia napoleonica di Dego (1794).
- Castello di Carretto. Risalente alla seconda metà del XIII secolo e parzialmente rovinato.[19] Era un importante punto di avvistamento e segnalazione lungo la "via marenca". Dal castello è possibile vedere altri manieri dei Del Carretto (Rocchetta Cairo, Cairo e Dego).

### Aree naturali
Nel territorio comunale di Cairo Montenotte sono presenti e preservati due siti di interesse comunitario, proposto dalla rete Natura 2000 della Liguria, per il suo particolare interesse naturale e geologico. Il primo sito è condiviso tra i comuni di Dego e Cairo Montenotte (Rocchetta Cairo), nella piana alluvionale della Bormida. Tra la flora è segnalata la presenza dello zafferano ligure (Crocus ligusticus), mentre tra le specie animali il cavaliere d'Italia, il falco cuculo, l'albanella reale e la pavoncella.
Il secondo sito, anch'esso ubicato tra Dego e Rocchetta Cairo, presso la Riserva naturalistica dell'Adelasia, vede la presenza di orchidee e della cerrosughera; tra gli animali il gambero di fiume, coleotteri carabidi e il ferro di cavallo maggiore.
Altri siti naturali del territorio sono i boschi di Montenotte, la Grotta degli Olmi e l'oasi faunistica della Piana di Rocchetta Cairo.

## Società

### Evoluzione demografica
Abitanti censiti

### Etnie e minoranze straniere
Secondo i dati Istat al 1º gennaio 2022, i cittadini stranieri residenti a Cairo Montenotte sono 1 477, pari all’11,7% della popolazione complessiva. Le nazionalità maggiormente rappresentate sono:
1. Albania, 407
2. Romania, 245
3. Marocco, 210
4. Senegal, 99
5. Ucraina, 70
6. Nigeria, 61
7. Colombia, 54

## Cultura

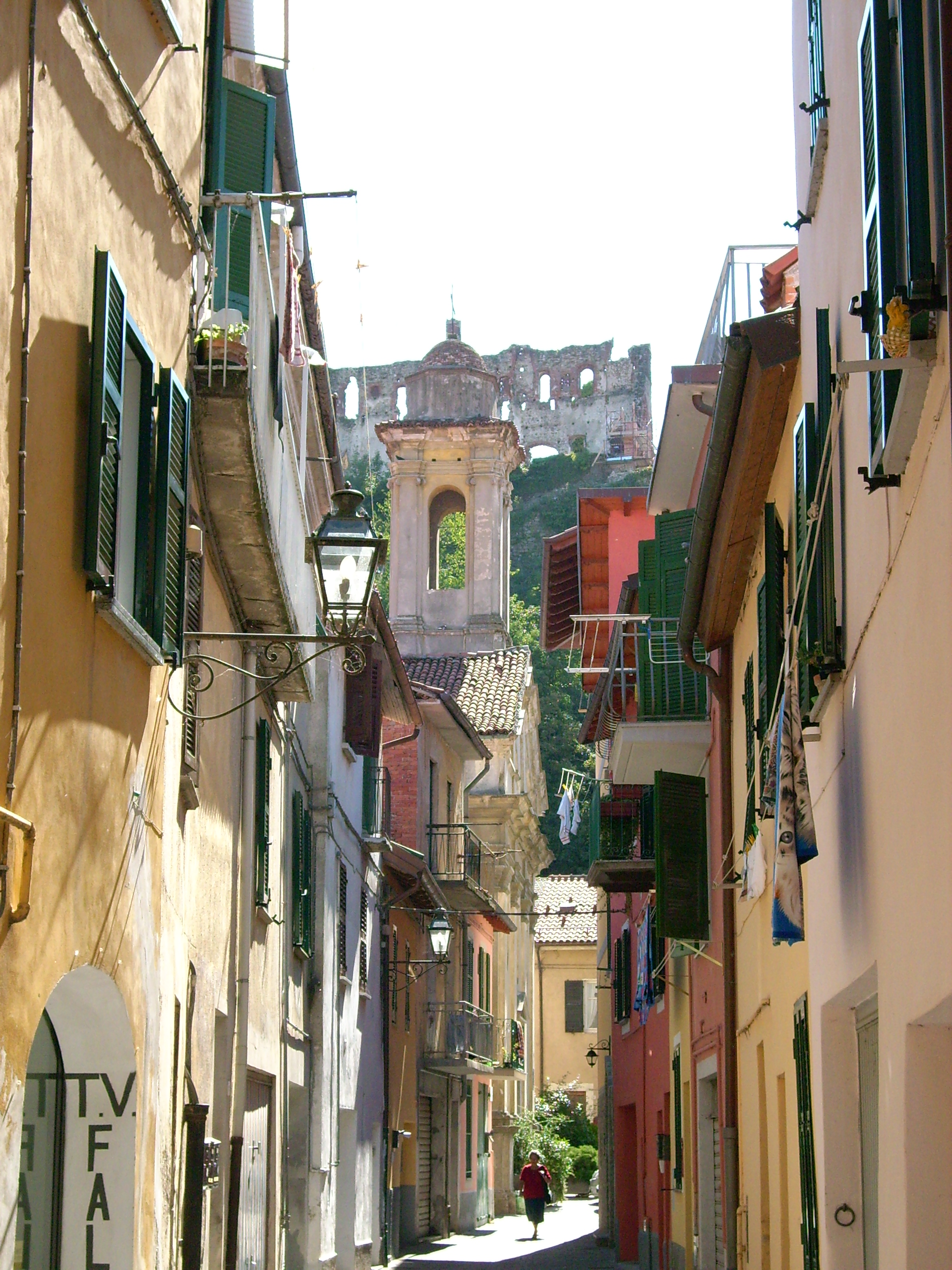
Scorcio di una via del centro storico cairese

### Istruzione

#### Scuole
Cairo Montenotte è sede dei seguenti istituti scolastici statali, inerenti al ciclo scolastico della scuola secondaria di secondo grado:
- Istituto Professionale Statale dell'Industria e dell'Artigianato "Leonardo Da Vinci";
- Istituto Tecnico Industriale Statale "Galileo Ferraris";
- Istituto Tecnico Commerciale e per Geometri "Federico Patetta".

I tre plessi sono parte di un'unica istituzione scolastica, che è l'Istituto Secondario Superiore di Cairo Montenotte.
È inoltre presente la Scuola di Formazione del Personale Penitenziario S.F.A.P.P. Andrea "Schivo", importante scuola per l'aggiornamento e formazione degli agenti del corpo di polizia penitenziaria.

### Eventi
- "Rocchetta Medievale", rievocazione storica in abito che ha luogo nella frazione di Rocchetta l’ultimo week end di maggio o il primo di giugno.
- "Cairo Medioevale", rievocazione storica in costume dal 5 al 10 agosto.
- "Sagra della Tira", evento gastronomico che si festeggia nel mese di luglio in cui si degusta il tipico piatto cairese.

### Cucina
La tira è un cibo tipico del paese di Cairo Montenotte. Ha una storia molto antica che è stata tramandata nel corso di tre secoli. Si tratta di una pagnottella di pane cotta al forno, al cui interno è presente la pasta della salsiccia.

### Musei
Cairo Montenotte è anche sede del Ferrania Film Museum, museo di cultura industriale e territoriale che ha sede nel Palazzo Scarampi ed è dedicato all’azienda FILM/Ferrania/3M, un tempo produttrice di materiale fotosensibile, situata nell’omonima frazione.

## Geografia antropica

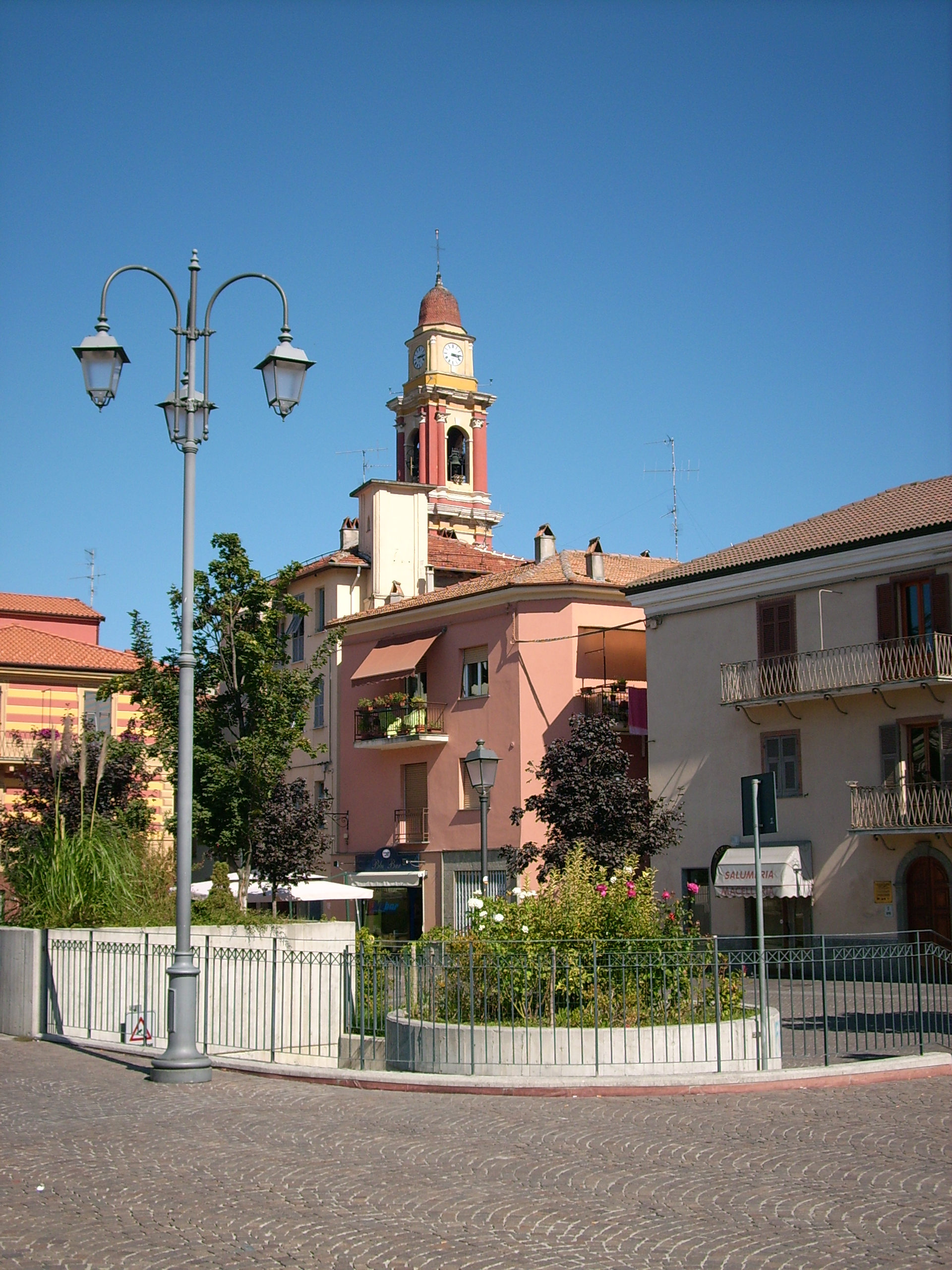
Il campanile della parrocchiale di San Lorenzo

Il territorio comunale è costituito, oltre il capoluogo, dalle tredici frazioni di Bellini, Bragno, Carnovale, Carretto, Chinelli, Ferrania, Montenotte Inferiore, Montenotte Superiore, Monti, Prasottano, Rocchetta Cairo, San Giuseppe di Cairo e Ville per una superficie territoriale di 100,4 km².
Confina a nord con i comuni di Dego e Giusvalla, a sud con Savona, Altare, Carcare e Cosseria, ad ovest con Gottasecca (CN), Saliceto (CN) e Cengio, ad est con Pontinvrea ed Albisola Superiore.

### Frazioni

#### Bragno
Il centro abitato (800 abitanti circa) sorge lungo la strada provinciale che collega il capoluogo a Ferrania.
Il paese si è sviluppato attorno alle fabbriche che qui iniziarono ad insediarsi a partire dal primo decennio del Novecento, trasformando quella che era una piana agricola in una delle più vaste aree industriali della Liguria.
A Bragno fu inaugurato, nel 1912, il terminal della funivia che collega tuttora il porto di Savona (Miramare) con il retroporto di Bragno - San Giuseppe di Cairo. Tale impianto è utilizzato per il trasporto di rinfuse quali carbone e loppa.
Con le Funivie (Società Funiviaria Alto Tirreno) vennero realizzati i primi scali merci e poco dopo furono realizzate le prime grandi fabbriche fra cui l'attuale Italiana Coke e la Montecatini-Edison (divenuta col tempo Montedison, Agrimont, Fertimont e chiusa negli anni novanta). In epoca più recente si è avuto l'insediamento di un impianto elettro siderurgico di proprietà della multinazionale Comilog (chiuso nel 2001), di uno stabilimento della Magrini-Galileo (oggi Trench Italia, forma parte del gruppo Siemens), uno della Cementilce (in parte dismesso senza mai essere entrato in funzione) ed altre piccole fabbriche all'interno delle vecchie aree industriali dismesse.
La località è servita dalla locale stazione ferroviaria.

#### Carnovale
Si trova a circa 2 km dal capoluogo, a 351 m s.l.m. La festa patronale di san Rocco si celebra il 16 agosto.

#### Carretto
Si trova a circa 5 km dal capoluogo, a 621 m s.l.m..

#### Ferrania

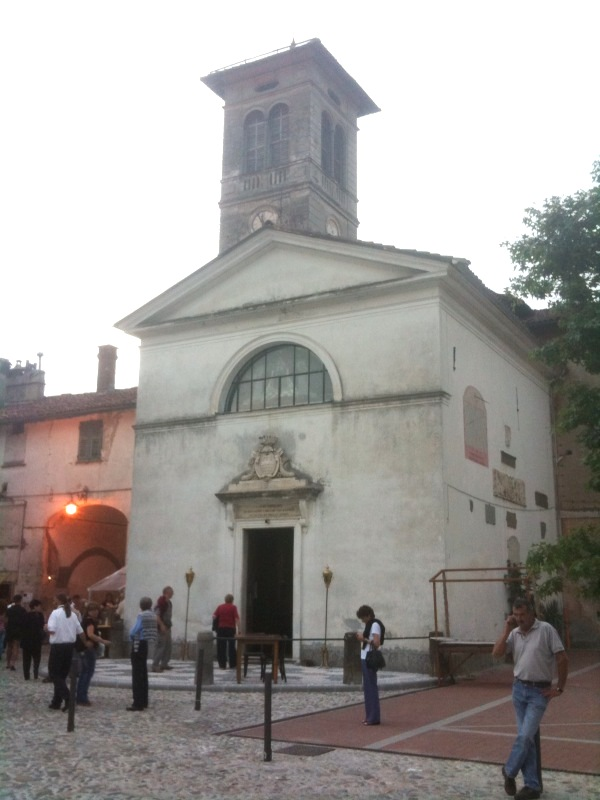
L'abbazia di Ferrania

Ferrania si trova ad una altitudine di 365 m s.l.m. alla confluenza del rio Ferranietta nel fiume Bormida. Conta circa 1 000 abitanti. Vi si trova la stazione ferroviaria delle linee Torino/Alessandria - Savona. Nel 1097 è stata fondata la medievale abbazia di Ferrania (con il nome antico di "Ferranica"), ora chiesa parrocchiale intitolata ai santi Pietro e Paolo.

#### Montenotte Inferiore
Si trova a 18 km dal capoluogo, a 565 m s.l.m., alla confluenza del rio Montenotte con il rio della Volta, che riunendosi danno origine al torrente Erro. L'abitato è contiguo a quello della frazione Ferriera del comune di Pontinvrea. Vi si trovano la chiesa parrocchiale del Santissimo Nome di Maria e il palazzo dei marchesi Scarampi.

#### Montenotte Superiore

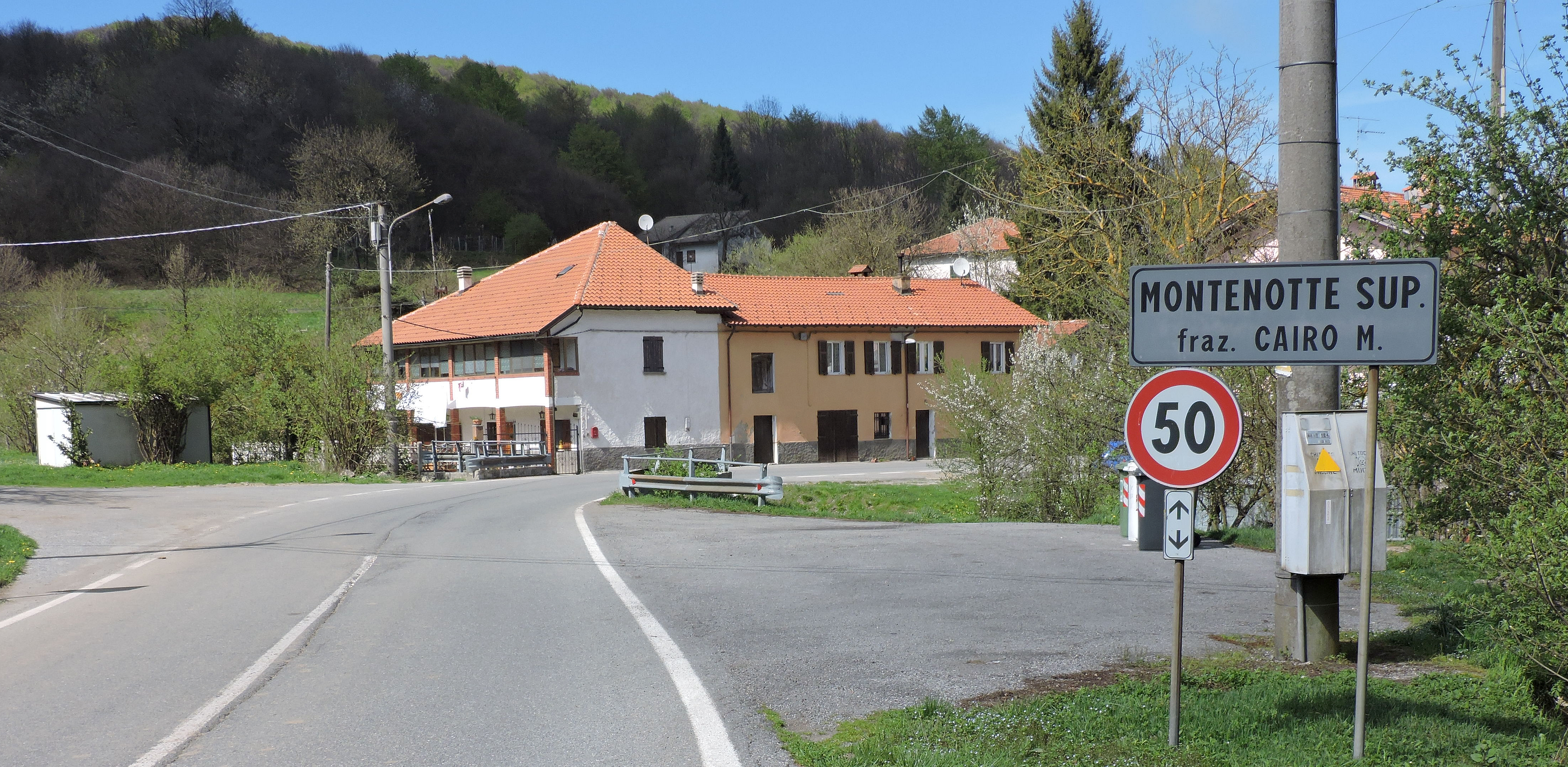
Montenotte Superiore

Si trova a 15 km dal capoluogo, a 659 m s.l.m., alla confluenza del rio Montenotte con il rio Bosco della Chiesa che scende da sinistra, entrambi appartenenti al bacino idrografico del torrente Erro. Questa zona ha avuto uno sviluppo turistico residenziale di seconde case negli anni sessanta-settanta del Novecento; negli anni novanta per il progressivo allontanamento delle giovani coppie dai centri urbani, causati dagli elevati costi immobiliari, si è avuto un aumento, peraltro contenuto, dei residenti.
Storicamente importante per la battaglia di Montenotte tra i Francesi, guidati da Napoleone Bonaparte, e gli Austro - Piemontesi del 12 aprile 1796. Tale battaglia è ricordata da un Memoriale (incisione su roccia sormontata da croce) apposto nel 1996, in occasione del bicentenario, sul luogo nel quale era eretta la cappella di Santa Croce distrutta nella battaglia. Con questo memoriale si è voluto ricordare non solo la battaglia, ma soprattutto i morti e le distruzioni causate dai fatti di guerra del 1796 e dalla successiva carestia degli anni 1799-1800.

#### Monti
Si trova a circa 8 km dal capoluogo, a 726 m s.l.m., sul pendio del Bric Preizi dalla cui sommità (798 m s.l.m.) è possibile vedere il mare.

#### Rocchetta Cairo

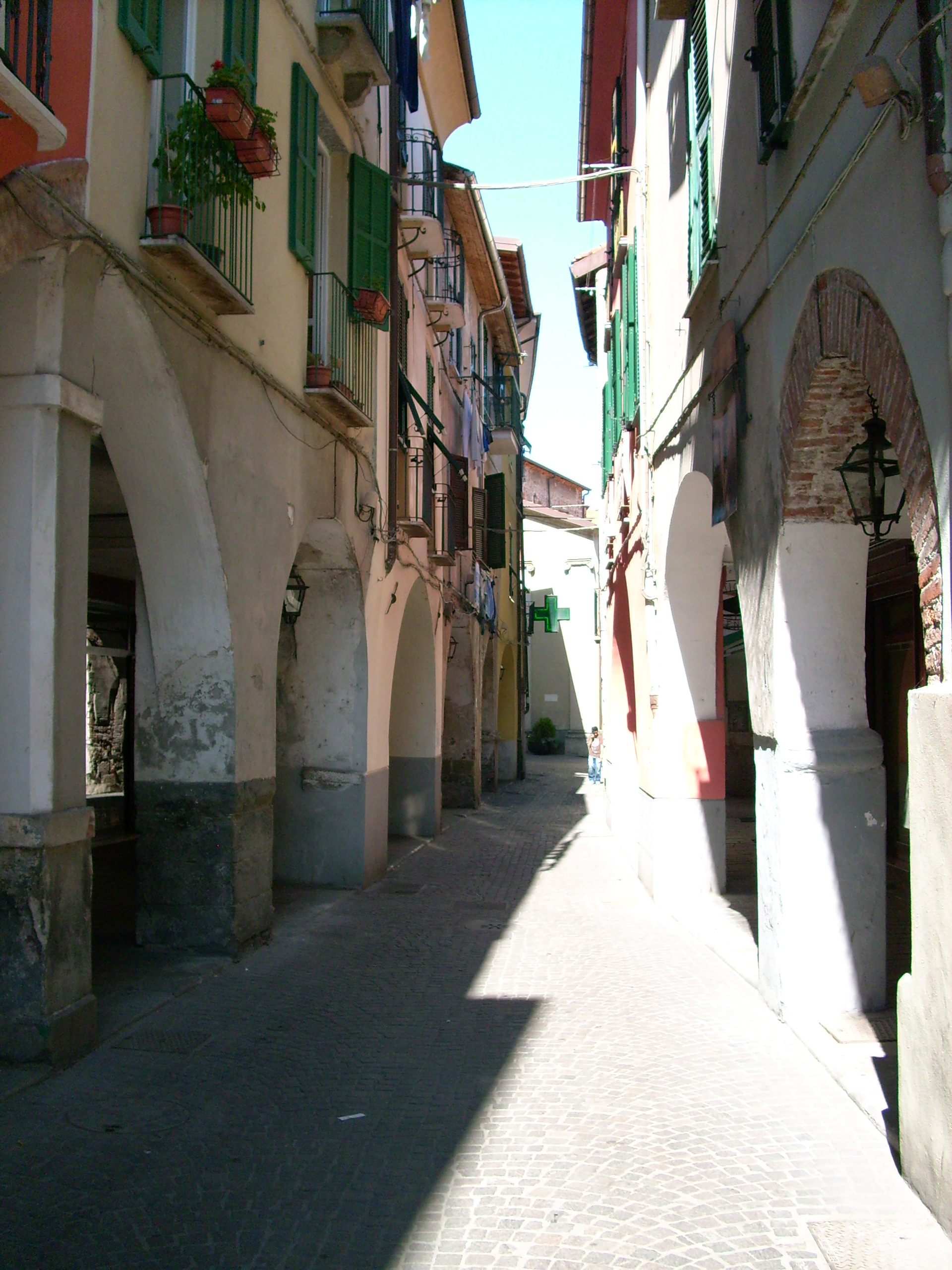
I portici del centro storico cairese

Paese di 1 000 abitanti circa, sorge sulla riva destra della Bormida di Spigno, che lambisce il centro storico e con un'ampia ansa forma una modesta pianura, sede dell'oasi faunistica della piana di Rocchetta. Pregevole il centro storico con caratteristiche viuzze che salgono verso la collina. Caratteristici sono i portici che collegavano le abitazioni del centro storico, permettendo agli abitanti di spostarsi di casa in casa, senza scendere in strada, e di recarsi nelle chiesa parrocchiale di Sant'Andrea apostolo.
Si trova a circa 3 km dal capoluogo, a 340 m s.l.m. A luglio è rinomata la festa di san Giacomo. Da visitare i ruderi dell'antico castello con grotte sottostanti.
La località è servita dalla locale stazione ferroviaria.

#### San Giuseppe
Questa piccola frazione ai confini dei comuni di Carcare e Cosseria, è sede del più importante nodo ferroviario della val Bormida. Dalla stazione ferroviaria di San Giuseppe di Cairo si dipartono due linee verso Savona (la direttissima Ferrania e l'altra per Altare più lunga ma con sede progettata per accogliere un secondo binario), una terza per Acqui Terme ed Alessandria, la quarta diretta a Torino. Dal 1990 sono sorti parecchi edifici commerciali ed artigianali ai lati della strada statale 29 del Colle di Cadibona.
La funivia, all'epoca la più importante d'Europa, trasporta il carbone dal porto di Savona, permettendo l'impianto di una cokeria.
Altre attività chimiche erano state gestite prima dall'Agrimont e poi da EniChem Agricoltura. La crisi del settore e poi problemi ecologici, portarono al ridimensionamento o alla dismissione di queste attività.

#### Ville
Si trova a circa 2 km dal centro, a 345 m s.l.m., ed è attraversata dal rio Carretto. La zona ha avuto un buono sviluppo residenziale nei primi anni del 2000 sia nella parte storica della frazione che nelle vicine località Crosa e Rebuffelli.
Molto famoso è il convento dei frati Francescani situato sulla destra della strada che porta alla frazione. Durante l'ultima settimana di agosto annualmente si tiene la festa di san Matteo, organizzata dalla pro Loco.

## Economia

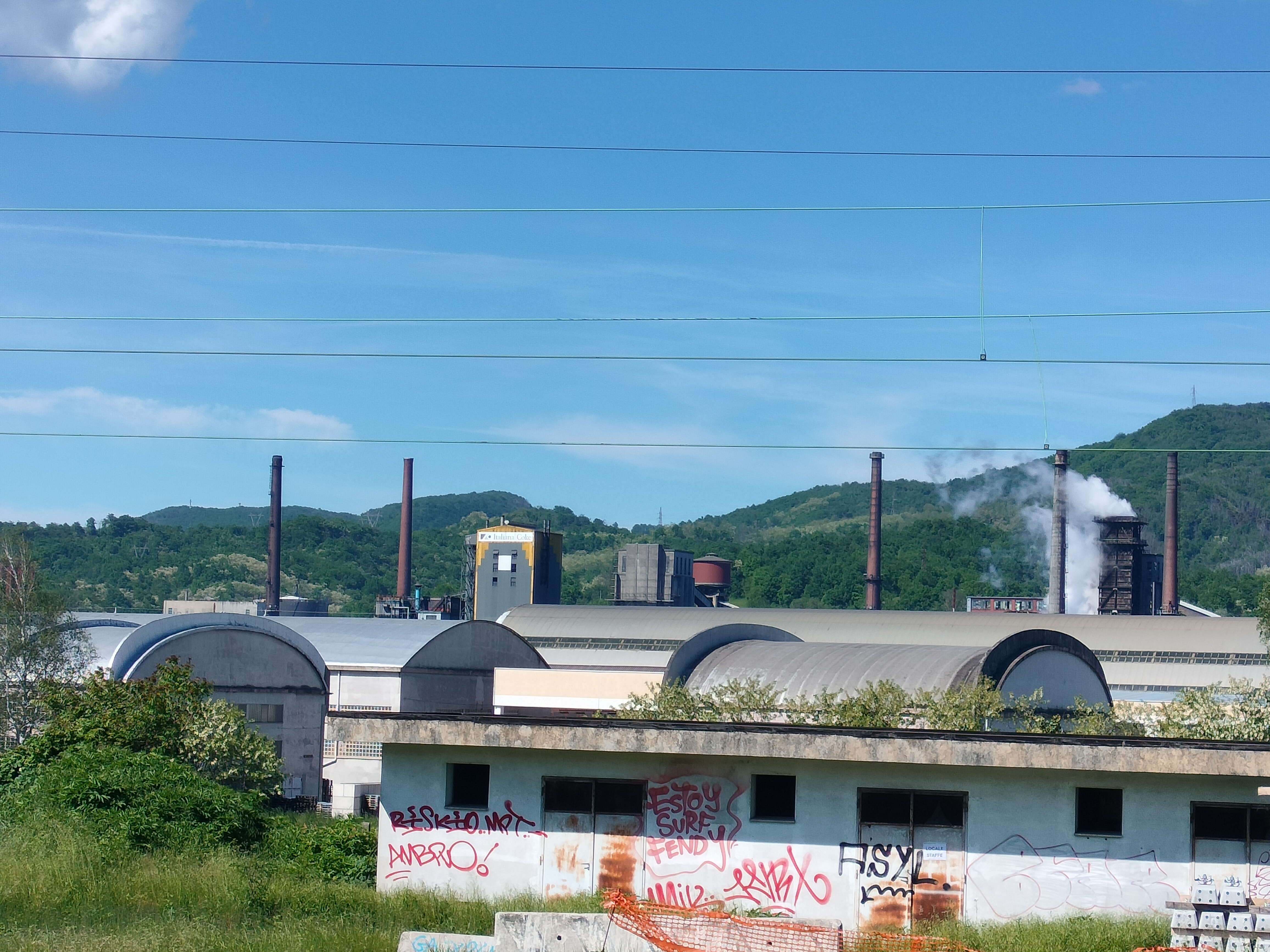
Vista dalla frazione San Giuseppe dell'azienda Italiana Coke, principale polo chimico di Cairo

L'economia è soprattutto legata all'industria e all'artigianato, ma nella zona è presente anche una forte attività zootecnica che ha ottenuto importanti riconoscimenti a livello nazionale, come ad esempio la produzione di bovini da carne.
Le principali industrie lavorano nel comparto chimico, energetico e dei trasporti.

## Infrastrutture e trasporti

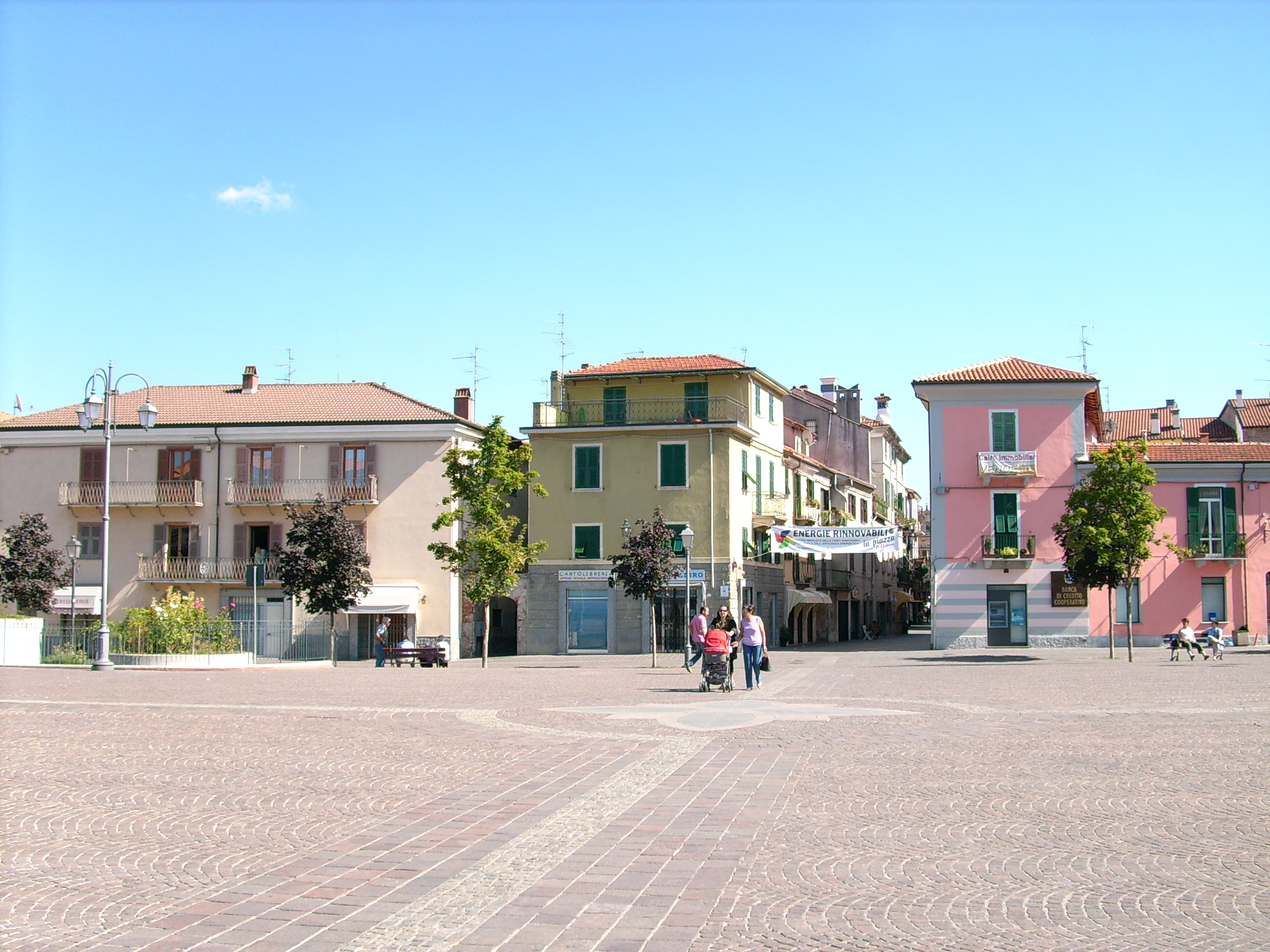
Piazza della Vittoria come appariva prima del 2023

### Strade
Il centro di Cairo Montenotte è attraversato dalla strada statale 29 del Colle di Cadibona che gli permette il collegamento stradale con Dego a nord e Altare a sud. Tramite la SS29var "Variante di Carcare e Collina Vispa", che origina in località San Giuseppe, è collegato all'autostrada A6 Torino-Savona. Altre arterie viarie del territorio sono la SP9 per le frazioni di Ville e Carretto e per la Valle Uzzone e la SP36 per le frazioni di Bragno e Ferrania.
Il comune di Cairo è collegato ai comuni limitrofi e a Savona anche per mezzo di un buon servizio di autobus extraurbani, gestiti dalla società di trasporti savonese TPL (Trasporti Ponente Ligure).

### Ferrovie
Cairo Montenotte è dotata di una stazione ferroviaria, a pochi passi dal centro storico, sulla linea ferroviaria Alessandria-San Giuseppe di Cairo, ramo della Torino-Fossano-Savona. Il comune di Cairo è anche collegato all'asse ferroviario Torino-Savona tramite la stazione di San Giuseppe di Cairo, situata a pochi chilometri dal centro storico e incrocio fra l'itinerario suddetto e quello Alessandria-Savona. La stazione fu uno dei più importanti scali merci d'Italia nel periodo di massimo sviluppo industriale della zona.
Altre stazioni ferroviarie, all'interno dei confini del comune, si trovano a Rocchetta Cairo, a Bragno e a Ferrania (la prima sulla linea Savona-Alessandria, le seconde comuni alle due linee Torino-Savona e Savona-Alessandria).

## Amministrazione

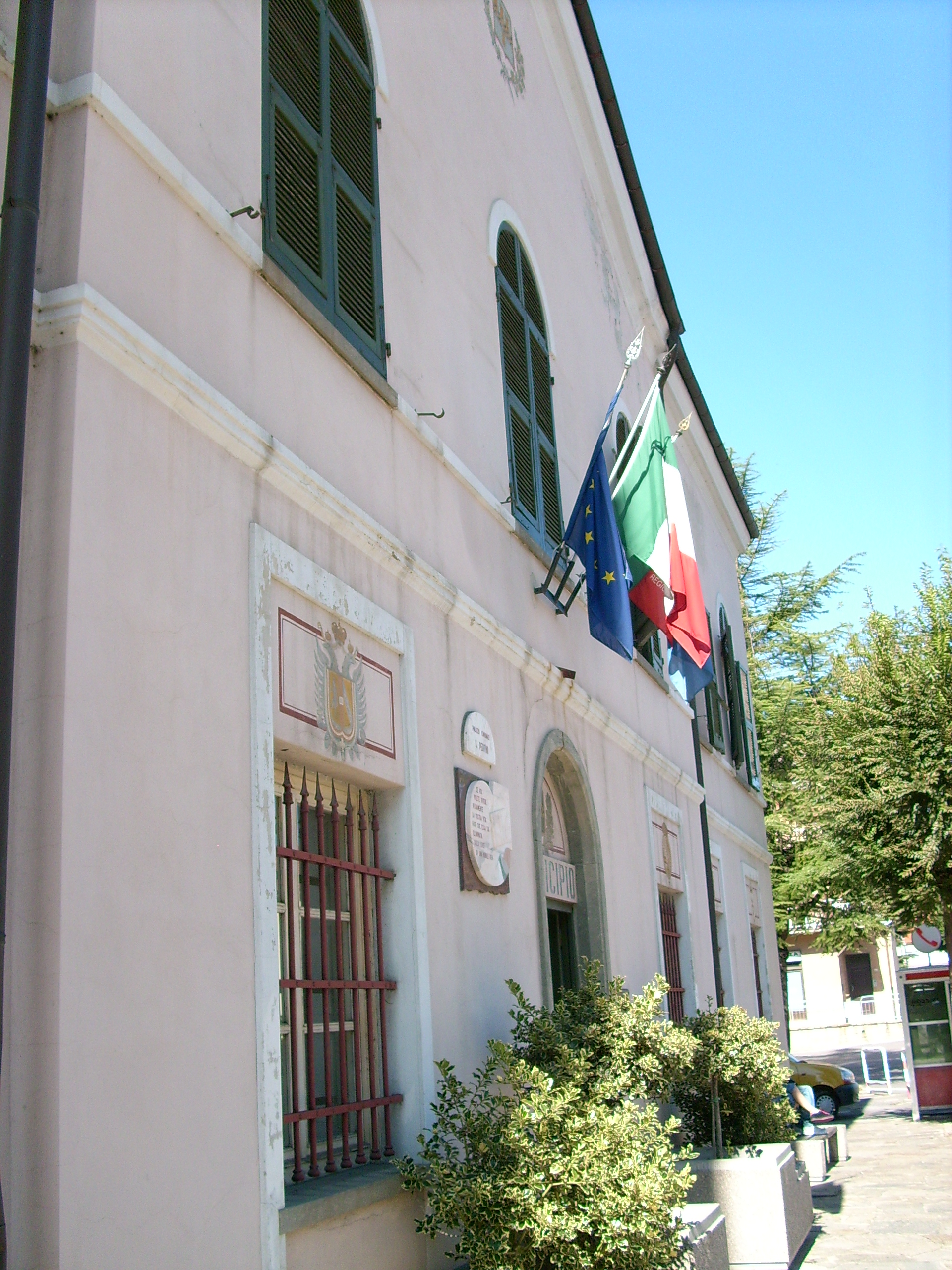
La vecchia sede del municipio, prima che venisse spostato nel nuovo Palazzo di Città

| Periodo         | Periodo         | Primo cittadino   | Partito                                                        | Carica      | Note   |
| --------------- | --------------- | ----------------- | -------------------------------------------------------------- | ----------- | ------ |
| 1975            | 1983            | Oscar Assandri    | Partito Comunista Italiano                                     | Sindaco     |        |
| 1983            | 1988            | Osvaldo Chebello  | Partito Socialista Italiano                                    | Sindaco     |        |
| 30 agosto 1988  | 16 luglio 1990  | Osvaldo Chebello  | Partito Socialista Italiano                                    | Sindaco     |        |
| 16 luglio 1990  | 14 marzo 1994   | Pietro Castagneto | Democrazia Cristiana                                           | Sindaco     |        |
| 21 marzo 1994   | 24 aprile 1995  | Franca Belfiore   | Partito Democratico della Sinistra                             | Sindaco     |        |
| 24 aprile 1995  | 14 giugno 1999  | Franca Belfiore   | lista civica di centro-sinistra                                | Sindaco     |        |
| 14 giugno 1999  | 14 giugno 2004  | Osvaldo Chebello  | Partito Socialista Democratico Italiano                        | Sindaco     |        |
| 14 giugno 2004  | 29 ottobre 2006 | Osvaldo Chebello  | lista civica di centro-sinistra                                | Sindaco     | [ 26 ] |
| 30 ottobre 2006 | 29 maggio 2007  | Pierluigi Vieri   | Democrazia è Libertà - La Margherita                           | Vicesindaco | [ 27 ] |
| 29 maggio 2007  | 7 maggio 2012   | Fulvio Briano     | Più futuro per Cairo (lista civica di centro-sinistra)         | Sindaco     |        |
| 7 maggio 2012   | 12 giugno 2017  | Fulvio Briano     | Fulvio Briano per Cairo 2012 (lista civica di centro-sinistra) | Sindaco     |        |
| 12 giugno 2017  | 13 giugno 2022  | Paolo Lambertini  | Noi per cambiare (lista civica di centro-destra)               | Sindaco     | [ 28 ] |
| 13 giugno 2022  | in carica       | Paolo Lambertini  | Noi per cambiare (lista civica di centro-destra)               | Sindaco     |        |

## Sport

### Baseball e softball
La squadra di baseball di Cairo Montenotte è la Cairese Baseball che fa parte del Baseball Club Cairese, prestigiosa società di livello nazionale, fondato nel 1977. Oltre alla prima squadra, il Baseball Club Cairese è da anni impegnato nello sviluppo delle categorie giovanili, ottenendo anche in quell'ambito ottimi risultati e sfornando ogni anno giovani talenti che spesso arrivano ad avere esperienze nelle nazionali giovanili o nelle serie professionistiche.
La squadra di softball è la Star Cairo, la cui prima squadra milita nel campionato italiano serie A2 e ha varie formazioni giovanili.
Entrambe le società giocano in impianti ubicati nel territorio comunale, costruiti appositamente e dedicati esclusivamente alle rispettive discipline agonistiche.

### Calcio

La festeggia la promozione in Serie C2 al termine del vittorioso Campionato Interregionale 1984-1985

Le squadre di calcio di Cairo Montenotte sono:
- Associazione Sportiva Dilettantistica Cairese[30], militante nel campionato di Serie D. Ha avuto trascorsi in Serie C dal 1946 al 1948 e la stagione 1985-86, disputata in Serie C2. I suoi colori sociali sono il giallo e il blu.
- U.P.D. New Bragno Calcio, fondata nel 1983, militante nel campionato di Promozione. I suoi colori sono il verde e il bianco. La squadra gioca nel campo "Paolo Ponzo" situato vicino alla frazione di Bragno, il terreno di gioco è in erba naturale.
- U.S. Rocchettese 1972[31], militante nel campionato di Seconda Categoria. I colori sociali sono il rosso e il blu. Gioca allo stadio Giuseppe Bonifacino presso la frazione di Rocchetta Cairo.
- A.S.D. Aurora Calcio, attiva fino al 2023, squadra in cui è cresciuto calcisticamente Paolo Ponzo, ex giocatore di serie A. I suoi colori sociali erano il giallo e il nero.

### Sci alpino
Lo SCI Club Cairese, fondato nel 1977, si occupa di attività sciistiche pre-agonistiche e di freeride per i più piccini, per poi passare a quella agonistica mano a mano che gli atleti ne dimostrano interesse e capacità. Il club, tramite il Coordinamento Sci Club Valbormida, aderisce alla FISI (Federazione italiana sport invernali) nel Comitato Ligure e partecipa alla Coppa Liguria.
In condizioni di normale innevamento l'attività si svolge presso il comprensorio del Mondolè Ski nei comuni di Frabosa Sottana e Frabosa Soprana nel cuneese. Lo Sci Club Cairo partecipa da sempre alla manifestazione Cairo Medievale.

### Escursionismo
La Sottosezione "Valbormida" del Club Alpino Italiano (C.A.I.) ha sede a Cairo Montenotte, più precisamente all'interno di Porta Soprana. Fa parte della Sezione provinciale del C.A.I. di Savona e fu fondata il 10 gennaio 1962, mentre la sua domanda costituzionale venne accolta dal Consiglio Centrale del Club Alpino Italiano il 28 gennaio 1962. È da considerarsi una libera associazione nazionale che ha come obiettivo organizzare escursioni alpinistiche guidate per appassionati di montagna.
La prima sede della sottosezione ebbe luogo in via Colla a Cairo Montenotte, nella vecchia caserma degli alpini, ora demolita. Successivamente venne spostata in via di Vittorio, poi in corso Berio presso le OPES e in via XXV Aprile presso il vecchio palazzetto dello sport. Trovò infine luogo all'interno di Porta Soprana in data 5 settembre 2013.

### Ju-Jitsu
L'A.S.D. Atletic Club Cairo Montenotte è stato fondata nel 1982 dai Maestri Angelo Briano e Piercarla Colla che hanno portato l'Arte Marziale a Cairo Montenotte. La società vanta numerosi titoli con ottimi risultati alle varie competizioni di carattere Nazionale oltre a numerosi Atleti partecipanti a competizioni internazionali JJIF (inclusi Mondiali ed Europei). Dal 2024 i corsi di Ju Jitsu sono diretti dal Maestro Simone Franzino.
L'A.S.D. ha anche una sezione sportiva di Ginnastica Artistica fin dalla sua fondazione, attualmente diretta da Monica Civello.